# فرانكو مندوزا
فرانكو مندوزا (بالإسبانية: Franco Daniel Mendoza)‏ (18 أغسطس 1981 في الأرجنتين - ) هو لاعب كرة قدم أرجنتيني في مركز الهجوم. لعب مع أتلانتي إف سي وأتليتيكو رافائيلا وأرسنال ساراندي وأوليمبيا أسونسيون وبانفيلد وجيمناسيا لابلاتا وغودوي كروز وليبرتاد دي سونتشاليس ونادي إيميلك ونادي بين أور وهوراكان وGimnasia y Tiro ‏ وClub y Biblioteca Ramón Santamarina ‏ وTotal Chalaco ‏.

## وصلات خارجية
- فرانكو مندوزا على موقع قاعدة بيانات كرة القدم.إي يو (الإنجليزية)